# Siboglinum nanum
Siboglinum nanum är en ringmaskart som beskrevs av Southward 1972. Siboglinum nanum ingår i släktet Siboglinum och familjen skäggmaskar. Inga underarter finns listade i Catalogue of Life.